# Chincharaki, Manvi
Chincharaki là một làng thuộc tehsil Manvi, huyện Raichur, bang Karnataka, Ấn Độ.